# Karlovy Vary
Karlovy Vary (pronunciado /ˈkarlovɪ ˈvarɪ/ (escucharⓘ); en alemán: Karlsbad, pronunciado /ˈkaʁlsˌbaːt/ⓘ) es una ciudad situada en el distrito homónimo, en la República Checa. Tiene una población estimada, a inicios de 2023, de 49 043 habitantes.
Es una ciudad estatutaria situada en la confluencia de los ríos Ohře (Eger) y Teplá.
Karlovy Vary recibió este nombre en honor del emperador del Sacro Imperio Romano Germánico Carlos IV, quien fundó la ciudad en 1350.
Es famosa históricamente por sus fuentes termales (trece fuentes principales y unos cientos más pequeñas) y el río Teplá, también de aguas calientes. 
Llegó a ser un famoso destino turístico en el siglo XIX, especialmente para personajes internacionales ilustres que buscaban tratamientos termales.
La ciudad es conocida por el Festival Internacional de Cine de Karlovy Vary y el popular licor checo Karlovarská Becherovka.

## Origen del topónimo

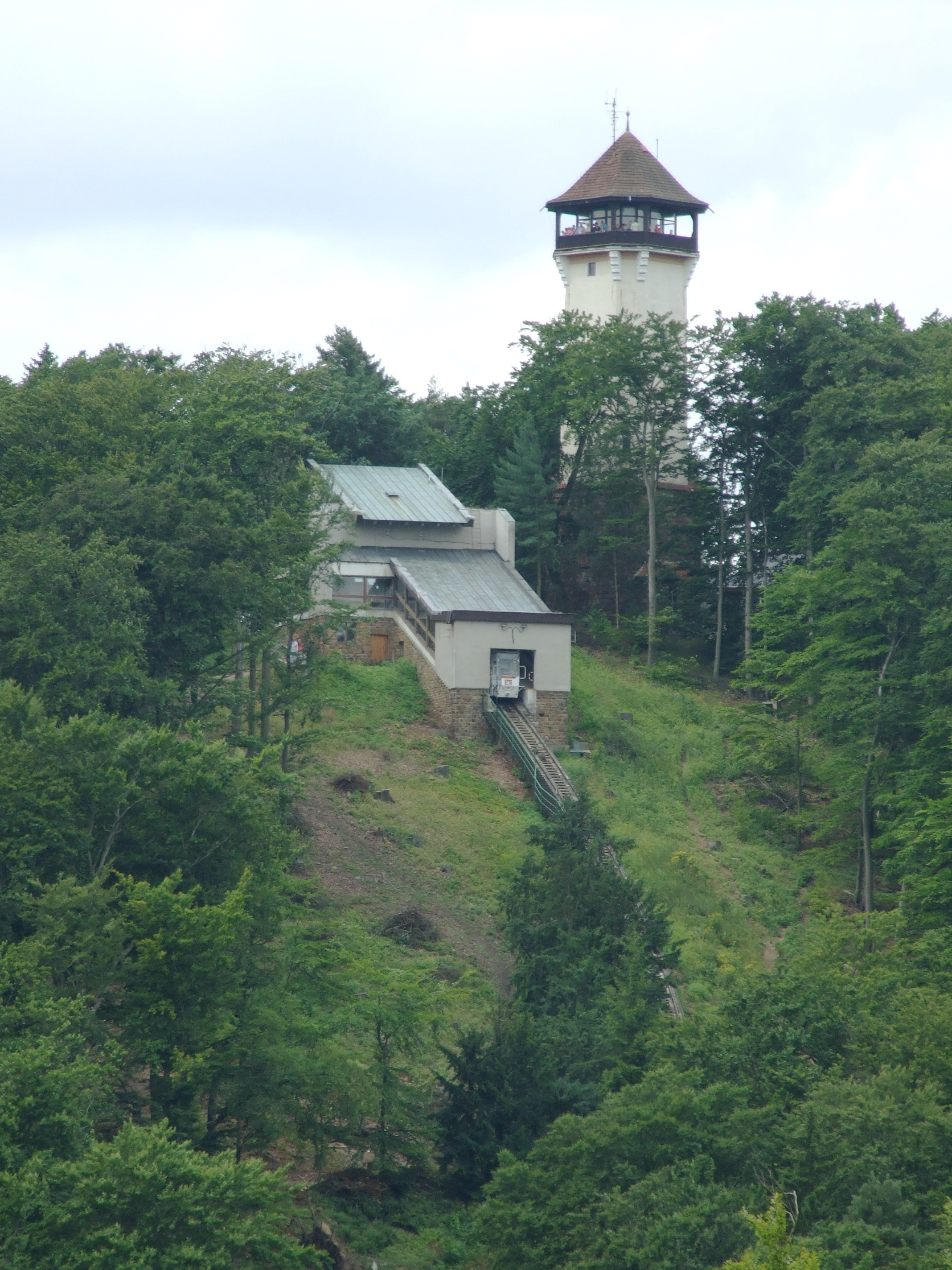
Torre de Observación Diana

Los nombres Karlovy Vary y Karlsbad tienen significado similar en checo (baños termales o balneario termal de Carlos) y en alemán (baños o balneario de Carlos), respectivamente. Carlos en checo es Karel y su genitivo es Karlovy. La palabra var significa en checo "ebullición" y vary es una palabra arcaica para "baños termales". En alemán Carlos es Karl y su genitivo es Karls, en tanto que Bad significa baño o balneario. De aquí el nombre de la localidad en alemán: Karlsbad.

## Historia
El 14 de agosto de 1350, el emperador Carlos IV dio privilegios de ciudad al lugar, pues conocía la leyenda de las fuentes termales y sus supuestos beneficios en la salud. Los primeros asentamientos podrían encontrarse fuera de la ciudad actual. 
Gracias a publicaciones de doctores como David Becher y Josef von Löschner, la ciudad se convirtió en un famoso balneario y fue visitada por muchos miembros de la aristocracia europea. Llegó a ser popular después de que se construyeran las líneas de ferrocarril a Eger (Cheb) y Praga en 1870. 
El número de visitantes creció desde las 134 familias del año 1756 a 26 000 huéspedes anuales a finales del siglo XIX. En 1911 llegó a los 71 000 visitantes, pero la I Guerra Mundial acabó con el turismo y con el Imperio austrohúngaro en 1918. 
La mayoría de la población, de lengua alemana, protestó contra la incorporación a Checoslovaquia por el Tratado de Saint-Germain-en-Laye. Una marcha pacífica tuvo lugar el 4 de marzo de 1919, pero ese mismo mes seis de los participantes en la marcha murieron víctimas de disparos de tropas checas.
En 1938, la región de los Sudetes —incluyendo Karlovy Vary— fue anexionada por Alemania. Hasta la expulsión de los alemanes, después de la II Guerra Mundial en 1945, la mayoría de la población de la ciudad era de lengua alemana.
Antes de eso, los decretos de Carlsbad de 1819 habían asociado la ciudad con la censura antiliberal dentro de la Confederación Alemana.

## Clima
| Parámetros climáticos promedio de Karlovy Vary | Parámetros climáticos promedio de Karlovy Vary | Parámetros climáticos promedio de Karlovy Vary | Parámetros climáticos promedio de Karlovy Vary | Parámetros climáticos promedio de Karlovy Vary | Parámetros climáticos promedio de Karlovy Vary | Parámetros climáticos promedio de Karlovy Vary | Parámetros climáticos promedio de Karlovy Vary | Parámetros climáticos promedio de Karlovy Vary | Parámetros climáticos promedio de Karlovy Vary | Parámetros climáticos promedio de Karlovy Vary | Parámetros climáticos promedio de Karlovy Vary | Parámetros climáticos promedio de Karlovy Vary | Parámetros climáticos promedio de Karlovy Vary |
| Mes                                            | Ene.                                           | Feb.                                           | Mar.                                           | Abr.                                           | May.                                           | Jun.                                           | Jul.                                           | Ago.                                           | Sep.                                           | Oct.                                           | Nov.                                           | Dic.                                           | Anual                                          |
| ---------------------------------------------- | ---------------------------------------------- | ---------------------------------------------- | ---------------------------------------------- | ---------------------------------------------- | ---------------------------------------------- | ---------------------------------------------- | ---------------------------------------------- | ---------------------------------------------- | ---------------------------------------------- | ---------------------------------------------- | ---------------------------------------------- | ---------------------------------------------- | ---------------------------------------------- |
| Temp. máx. abs. (°C)                           | 14.2                                           | 16.4                                           | 21.3                                           | 27.5                                           | 31.0                                           | 42.4                                           | 34.7                                           | 35.8                                           | 29.3                                           | 23.8                                           | 17.0                                           | 13.1                                           | 42.4                                           |
| Temp. máx. media (°C)                          | 0.5                                            | 2.3                                            | 6.7                                            | 12.7                                           | 17.2                                           | 20.6                                           | 22.6                                           | 21.8                                           | 16.8                                           | 11.0                                           | 4.8                                            | 1.1                                            | 11.5                                           |
| Temp. media (°C)                               | −1.8                                           | −0.8                                           | 2.8                                            | 7.4                                            | 11.7                                           | 15.1                                           | 17.0                                           | 16.9                                           | 12.4                                           | 7.6                                            | 2.6                                            | -0.9                                           | 3.4                                            |
| Temp. mín. media (°C)                          | −3.9                                           | −3.8                                           | −1.1                                           | 2.2                                            | 6.4                                            | 9.6                                            | 11.5                                           | 10.9                                           | 7.3                                            | 4.0                                            | 0.5                                            | −2.6                                           | 3.4                                            |
| Temp. mín. abs. (°C)                           | -20.1                                          | -22.6                                          | -16.7                                          | -11.1                                          | -4.9                                           | -0.2                                           | 3.1                                            | 1.5                                            | -2.8                                           | -9.5                                           | -12.7                                          | -21.0                                          | -22.6                                          |
| Precipitación total (mm)                       | 54.6                                           | 51.7                                           | 55.5                                           | 70.2                                           | 117.2                                          | 146.9                                          | 151.6                                          | 155.8                                          | 118.0                                          | 88.1                                           | 58.6                                           | 48.2                                           | 1116.6                                         |
| Días de lluvias (≥ 1 mm)                       | 11.7                                           | 10.1                                           | 11.8                                           | 11.4                                           | 14.3                                           | 14.7                                           | 15.1                                           | 13.6                                           | 12.0                                           | 12.8                                           | 11.8                                           | 11.9                                           | 151.2                                          |
| Fuente:                                        |                                                |                                                |                                                |                                                |                                                |                                                |                                                |                                                |                                                |                                                |                                                |                                                |                                                |

## Demografía
En el año 2012, el porcentaje de extranjeros en la ciudad era del 7 %. Después de Praga, es la segunda ciudad de República Checa con la mayor proporción de extranjeros respecto a su población. Los vietnamitas integran el principal grupo étnico, seguidos por los alemanes, rusos y ucranianos.

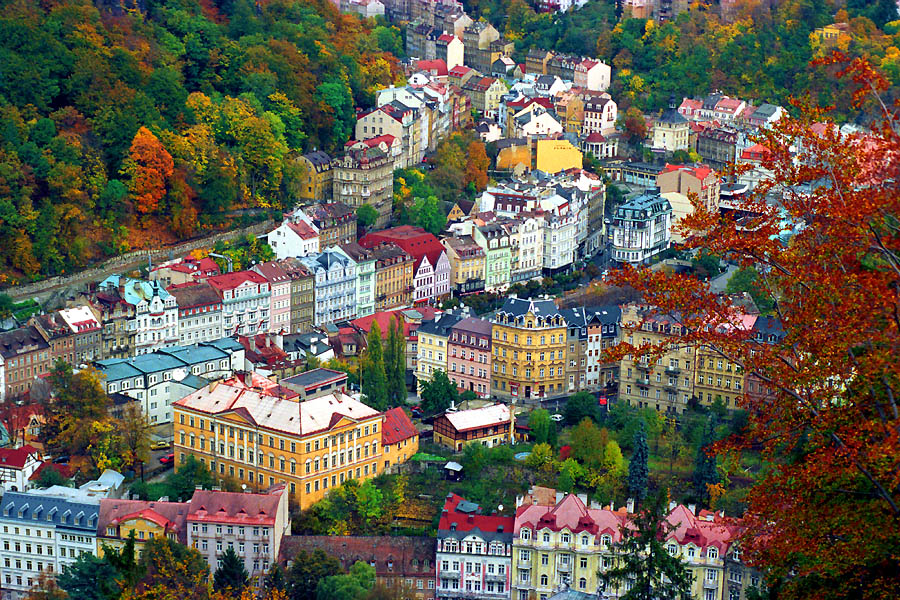
Karlovy Vary a vista de pájaro

| Año       | 1930   | 1939   | 1947   | 1991   | 2001   | 2003   | 2008   | 2013   | 2014   | 2023   |
| --------- | ------ | ------ | ------ | ------ | ------ | ------ | ------ | ------ | ------ | ------ |
| Población | 54 652 | 53 339 | 31 322 | 56 291 | 53 857 | 52 359 | 52 708 | 53 737 | 49 864 | 49 043 |

## Productos famosos
- Cristal de la fábrica Moser. Llamado cristal de los reyes, por la cantidad de vasos de esta fábrica que se encuentran en muchas familias reales.
- Becherovka (nombre original: Becher Bitter), un aperitivo inventado por David Becher, destilado según una receta secreta desde 1807.
- Rosas petrificadas en el agua termal. Se venden para regalo.
- Obleas (Oplatky en checo, Oblaten en alemán) de Karlovy Vary.
- Porcelana producida en la misma Karlovy Vary y en Chodov.
- Sal mineral para curas en el baño y sal mineral potable.